# Харрисон, Олбан
О́лбан Хью Ха́ррисон (англ. Alban Harrison; 30 ноября 1869 — 15 августа 1943) — английский футболист, защитник. Выступал за футбольные клубы «Кембридж Юниверсити», «Олд Уэстминстерс», «Коринтиан», а также за национальную сборную Англии.

## Футбольная карьера
Уроженец Бредхерста (графство Кент), Харрисон играл за футбольную команду Вестминстерской школы с 1887 по 1888 год. В мае 1888 года поступил в Тринити-колледж Кембриджского университета. С 1889 по 1891 год выступал за футбольную команду университета — «Кембридж Юниверсити». Также выступал за футбольные клубы «Олд Уэстминстерс» и «Коринтиан».
25 февраля 1893 года дебютировал за сборную Англии, выйдя на позиции правого защитника в матче Домашнего чемпионата против сборной Ирландии. Англичане разгромили соперника со счётом 6:1. 1 апреля 1893 года провёл свой второй (и последний) матч за сборную, в котором Англия разгромила Шотландию со счётом 5:2.

## Достижения
Сборная Англии
- Победитель Домашнего чемпионата Великобритании: 1893

## Вне футбола
Многие годы был государственным служащим в Южной Африке. В 1938 году стал мировым судьёй в Кранбруке. Умер в госпитале Кента и Сассекса (Танбридж-Уэллз) в августе 1943 года.